# Charles August Lindbergh
Pour les articles homonymes, voir Lindbergh (homonymie).
Charles August Lindbergh (né à Stockholm en Suède, le 20 janvier 1859 et mort à Crookston dans le Minnesota aux États-Unis le 24 mai 1924) était un membre de la Chambre des représentants des États-Unis du 6e district du Minnesota de 1907 à 1917. Il est le père de l'aviateur Charles Lindbergh.

## Biographie
Il s'opposa à l'entrée des États-Unis dans la Première Guerre mondiale et fut un fervent opposant à la création de la Réserve fédérale dès sa création en 1913 dans un essai qu'il publia la même année.

## Œuvres
- (en) Banking, Currency, and the Money Trust, 1913
- (en) Why is Your Country at War?, 1917